# Malaisie aux Jeux olympiques d'été de 2000
La Malaisie participe aux Jeux olympiques d'été de 2000 à Sydney. Sa délégation est composée de 40 athlètes répartis dans 9 sports et son porte-drapeau est Mirnawan Nawawi. Au terme des Olympiades, la nation n'est pas à proprement classée puisqu'elle ne remporte aucune médaille. 

## Nombre d'athlètes qualifiés par sport
Voici la liste des qualifiés et sélectionnés Malaisiens par sport (remplaçants compris) :
| Sport      | Hommes | Femmes | Total |
| ---------- | ------ | ------ | ----- |
| Athlétisme | 1      | 1      | 2     |
| Badminton  | 6      | 0      | 6     |

## Liste des médaillés malaisiens
Aucun athlète malaisien ne remporte de médaille durant ces JO.

## Athlétisme

### Hommes
| Athlète        | Épreuve | Séries  | Séries | Quarts de finale | Quarts de finale | Demi-finales | Demi-finales | Finale  | Finale  |
| Athlète        | Épreuve | Temps   | Rang   | Temps            | Rang             | Temps        | Rang         | Temps   | Rang    |
| -------------- | ------- | ------- | ------ | ---------------- | ---------------- | ------------ | ------------ | ------- | ------- |
| Watson Nyambek | 100 m   | 10 s 61 | 5e     | Eliminé          | Eliminé          | Eliminé      | Eliminé      | Eliminé | Eliminé |

### Femmes
| Athlète      | Épreuve              | Séries      | Séries      | Quarts de finale | Quarts de finale | Demi-finales | Demi-finales | Finale          | Finale |
| Athlète      | Épreuve              | Temps       | Rang        | Temps            | Rang             | Temps        | Rang         | Temps           | Rang   |
| ------------ | -------------------- | ----------- | ----------- | ---------------- | ---------------- | ------------ | ------------ | --------------- | ------ |
| Yuan Yu Fang | 20 kilomètres marche | Non disputé | Non disputé | Non disputé      | Non disputé      | Non disputé  | Non disputé  | 1 h 39 min 19 s | 15e    |

## Badminton

### Hommes
| Athlète                     | Compétition   | 1/32 de finale   | 1/16 de finale       | 1/8 de finale            | Quarts de finale       | Demi-finales             | Finale           | Finale 3eplace           | Rang    |
| Athlète                     | Compétition   | Adversaire Score | Adversaire Score     | Adversaire Score         | Adversaire Score       | Adversaire Score         | Adversaire Score | Adversaire Score         | Rang    |
| --------------------------- | ------------- | ---------------- | -------------------- | ------------------------ | ---------------------- | ------------------------ | ---------------- | ------------------------ | ------- |
| Ong Ewe Hock                | Simple hommes | Non disputé      | Victoire Knowles 2-1 | Défaite Hidayat 1-2      | Eliminé                | Eliminé                  | Eliminé          | Eliminé                  | Eliminé |
| Wong Choong Hann            | Simple hommes | Non disputé      | Victoire Aalto 2-0   | Victoire Jonassen 2-0    | Défaite Xuanze 0-2     | Eliminé                  | Eliminé          | Eliminé                  | Eliminé |
| Cheah Soon Kit Yap Kim Hock | Double hommes | Non disputé      | Victoire Chine 2-1   | Défaite Corée du Sud 0-2 | Eliminé                | Eliminé                  | Eliminé          | Eliminé                  | Eliminé |
| Choong Tan Fook Lee Wan Wah | Double hommes | Non disputé      | Non disputé          | Victoire Thaïlande 2-1   | Victoire Indonésie 2-0 | Défaite Corée du Sud 1-2 | Eliminé          | Défaite Corée du Sud 0-2 | 4e      |